# Ulrika Hansson
Karin Ulrika Hansson, född 23 januari 1970 i Sollentuna, är en svensk skådespelare.
Ulrika Hansson utexaminerades från Teaterhögskolan i Stockholm 1999. Hennes första roll var som Märta i TV-serien Hästens öga 1987. Därefter har det blivit många TV- och filmroller, bland annat produktioner i regi av Lars Molin, Tomas Alfredson och Harald Hamrell. Från 2006 och framåt har hon fokuserat på teatern och bland annat gjort roller för Mittiprickteatern.

## Filmografi
- 1987 – Hästens öga (TV-serie) - Märta, 14 år
- 1988 – Råttornas vinter - Maria/"Lilly", prostituerad
- 1989 – Täcknamn Coq Rouge - Petra Hernberg
- 1990 – Blankt vapen - Vera
- 1990 – Werther - Lotta / Lotte
- 1991 – Midsommar - Sickan
- 1991 – Din vredes dag (TV-serie) - Britta
- 1991 – Änglaspel
- 1992 – Kejsarn av Portugallien - servitris
- 1994 – Du bestämmer (TV-serie)
- 1994 – Sommarmord - Eva
- 1996 – Alla dagar, alla nätter - Jonna
- 1996 – Lögn - blomsterhandlare
- 1996 – Vinterviken - Lena
- 1997 – Snoken (TV-serie) - Tina
- 1998 – Beck – The Money Man
- 2003 – Kontorstid - Lotta Olsson
- 2003 – Tusenbröder (TV-serie) - kvinnlig vakt
- 2003 – Paragraf 9 (TV-serie) - Lisa Malmros
- 2005 – Lasermannen (TV-serie) - Ulrika, Erik Bongcams flickvän
- 2005 – Rubinbröllop - Annika